# Linotte à bec jaune
Linaria flavirostris
Espèce
Statut de conservation UICN

 LC  : Préoccupation mineure
La Linotte à bec jaune (Linaria flavirostris, anciennement Carduelis flavirostris) est une espèce commune de passereaux appartenant à la famille des Fringillidae.

## Morphologie

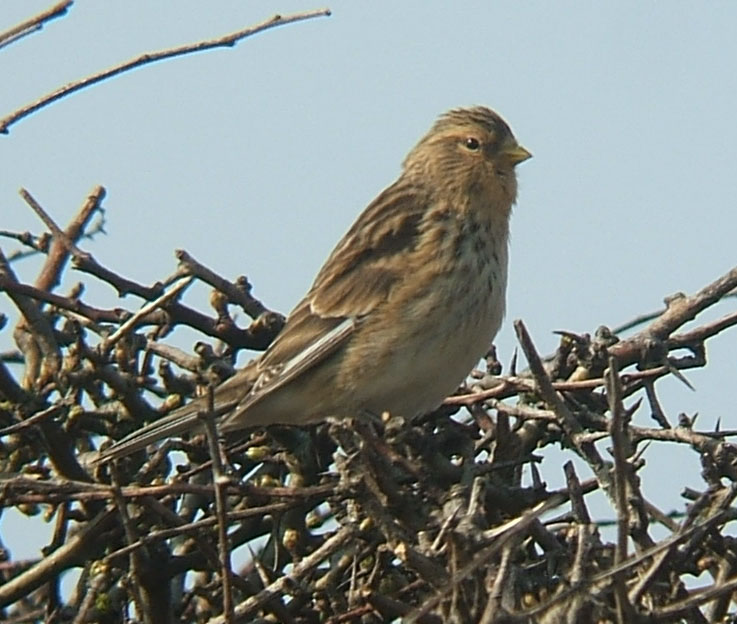
Linotte à bec jaune

Cette espèce ressemble à la Linotte mélodieuse mais s'en distingue par l'absence de coloration rouge sur le front et la poitrine chez le mâle en période de reproduction, les parties supérieures plus foncées et les inférieures, au contraire, brun légèrement plus clair, la gorge brune ne présentant pas de stries et le bec jaune clair en période internuptiale (grisâtre en période de reproduction). Le mâle se différencie de la femelle au croupion plus rosé.

## Comportement

### Alimentation
La nourriture hivernale, sur les côtes maritimes, consiste surtout en graines des genres Aster, Salicornia, Cakile, Spartina, Armeria et Suaeda mais, à la même saison, à l’intérieur des terres, le régime alimentaire est fortement dominé par les astéracées des genres Solidago, Achillea, Anthemis, Chrysanthemum et Artemisia.

### Comportement social
Voix
Le cri de contact est un «yètt» assez bref et dur ou un «tyééiht» étiré et légèrement montant. Le chant rappelle davantage celui du venturon montagnard que de la linotte mélodieuse. Il consiste en trilles, bourdonnements et gazouillis ; reconnaissables aux «PFFFFFFF, FFFFFFFFF» graves mêlés.

## Reproduction

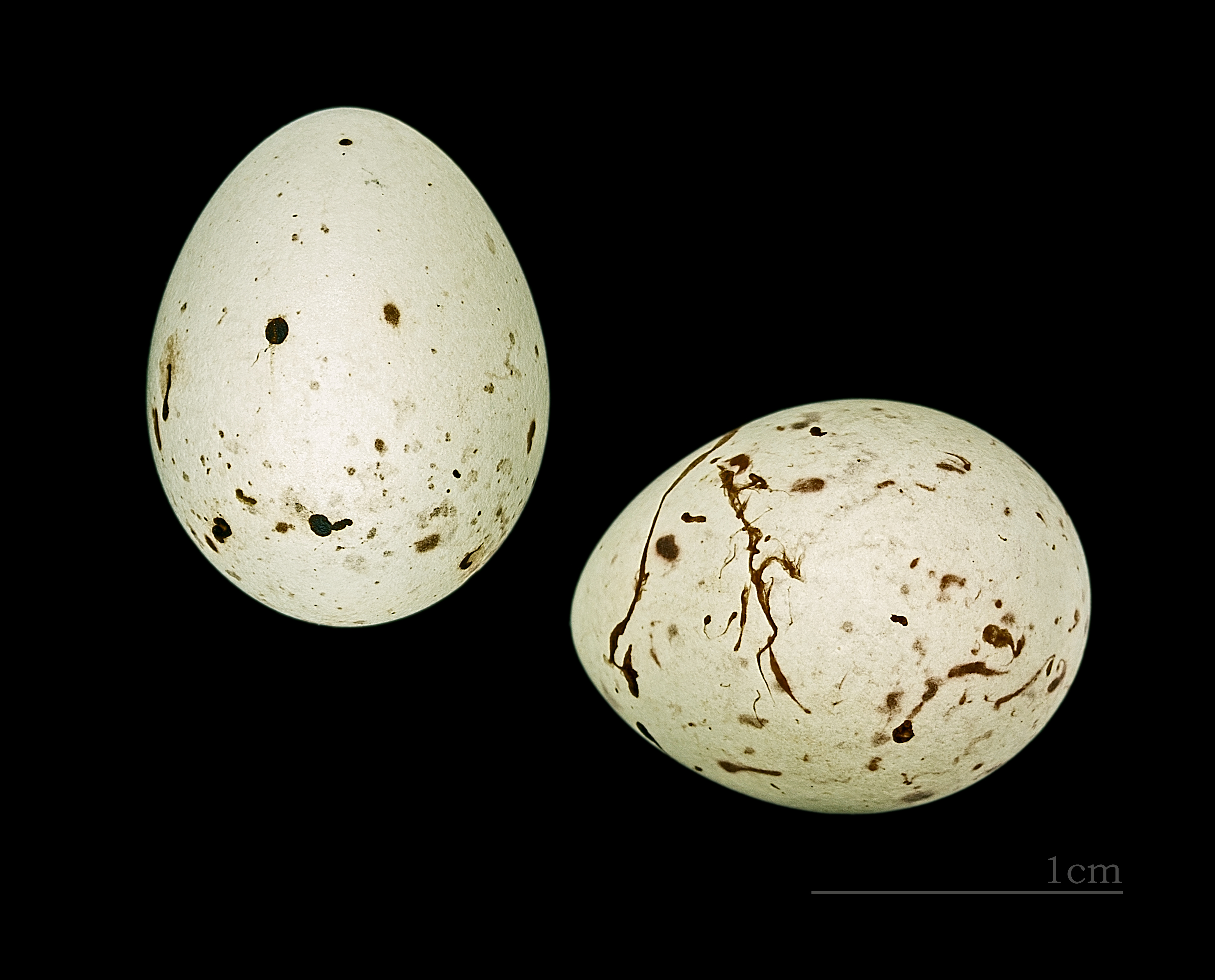
Œufs de linotte à bec jaune
Muséum de Toulouse

Le nid est généralement une coupe plutôt plate et large, composée extérieurement de brindilles, de tiges d’herbes et de mousse et tapissée intérieurement d’herbes fines, de radicelles et de laine. Il est généralement placé dans la végétation basse.

## Répartition et habitat

### Répartition

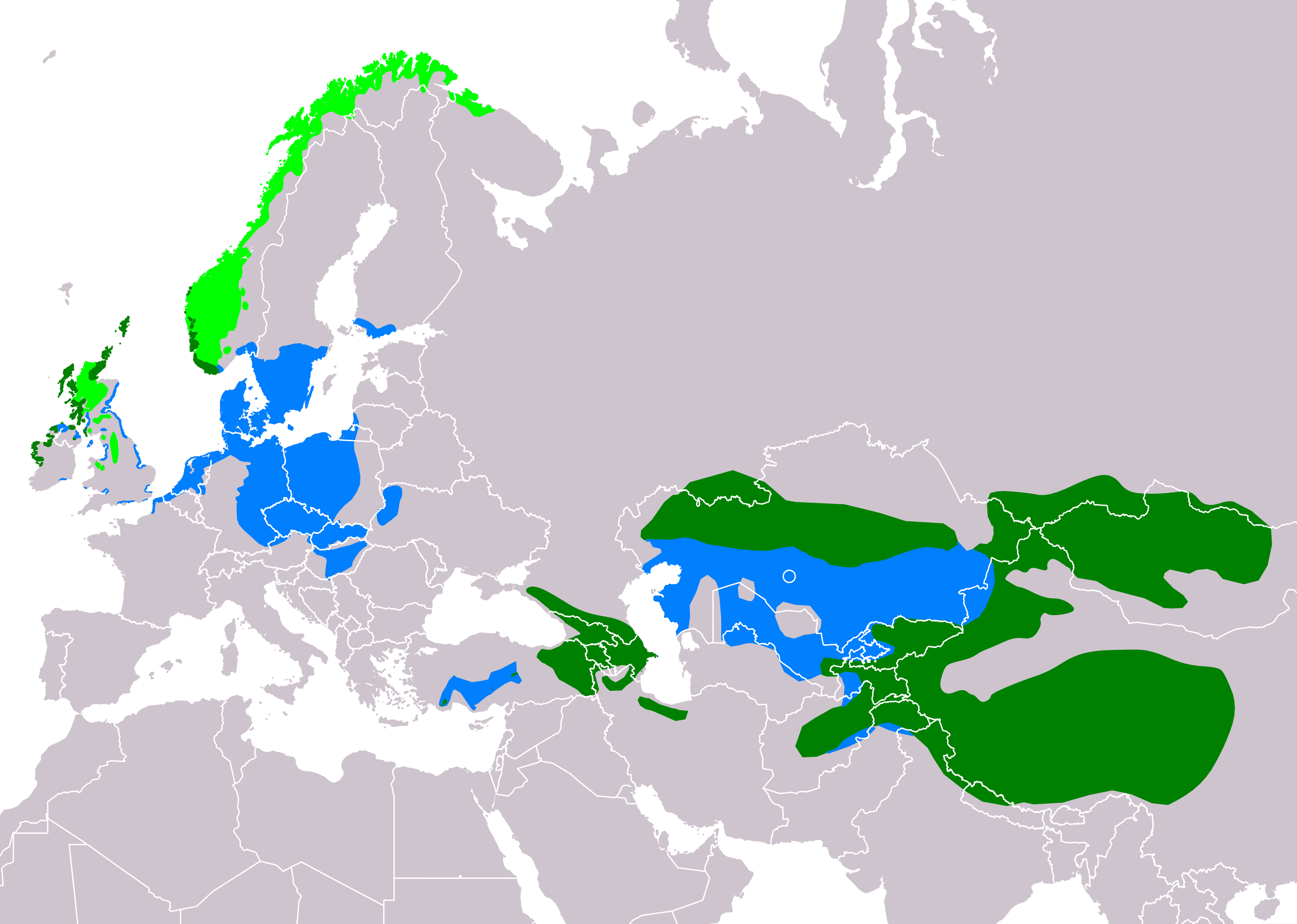
Aire de répartition : Vert foncé (résident) ; Vert clair (nicheur) ; Bleu (hivernant)

Trois aires principales de distribution, l’une nord-européenne, la seconde au Moyen-Orient et la troisième en Asie centrale.

### Habitat
Son habitat de prédilection se présente comme un ensemble de toundras rocailleuses, de steppes arides et froides, de formations d’ajoncs, de landes, de côtes maritimes et de vastes zones ouvertes pourvues d’une végétation basse d’arbrisseaux, de buissons nains, de broussailles et de plantes herbacées.

## Systématique
L'espèce Carduelis flavirostris a été décrite par le naturaliste suédois Carl Von Linné en 1758, sous le nom initial de Fringilla flavirostris.

### Synonymie
- Fringilla flavirostris Linné, 1758 (protonyme)

### Noms vernaculaires
- Linotte à bec jaune
- Linotte montagnarde

### Liste des sous-espèces
D'après le Congrès ornithologique international, cette espèce est constituée des onze sous-espèces suivantes :
- L. f. bensonorum  (R. Meinertzhagen, 1934) : Hébrides extérieures ;
- L. f. pipilans (Latham, 1787) : Iles Britanniques ; plus foncée et plus striée que la forme nominale ;
- L. f. flavirostris (Linné, 1758) : côte ouest et nord de la Norvège, nord-ouest de la Péninsule de Kola, Suède et nord de la Finlande ;
- L. f. brevirostris (Bonaparte, 1855) : est de la Turquie, Caucase, nord de l’Iran ; elle se distingue par des parties inférieures claires distinctement marquées de larges stries brun noir sur les côtés de la poitrine ;
- L. f. kirghizorum  (Sushkin, 1925) : Nord et centre du Kazakhstan ;
- L. f. korejevi (Zarudny & Härms, 1914) : Kirghizie, Altaï russe, Turkestan, Tarbagataï, Dzoungarie, Tien-Chan, Nan Chan ;
- L. f. altaica (Sushkin, 1925) : Altaï russe et chinois, ouest de la Mongolie ;

sud-ouest du Kansou, Tsinghaï), sud-est du Tibet ;
- L. f. montanella (Hume, 1873) : Turkestan russe, Alaï, Pamir, monts Kouen Louen, nord du Pakistan, Sinkiang, Nan Chan, Tsinghaï ; elle se différencie par un plumage beaucoup plus clair que la forme nominale ;
- L. f. pamirensis  (Zarudny & Harms, 1914) : Tadjikistan, Nord du Afghanistan and Nord-ouest du Pakistan ;
- L. f. miniakensis (Jacobi, 1923) : ouest de la Chine (nord-ouest du Seutchouan,
- L. f. rufostrigata (Walton, 1905) : nord du Pakistan, Cachemire, ouest de l’Himalaya (Népal), sud-est du Tibet ; plus foncée et plus striée avec les parties supérieures à tonalité plus riche et plus brun rouge et les inférieures davantage fauve que blanc beige ; bec plus épais.